# Sant Esteve del Prat
Sant Esteve del Prat fou l'església romànica, desapareguda, del veïnat de la Vall, de la comuna d'Espirà de Conflent, a la comarca del Conflent, de la Catalunya del Nord.
Era a la zona central del terme d'Espirà de Conflent, a prop al sud-est del poble d'aquest nom.
El lloc de la Vall està documentat des del 1284, i la seva església, des del 1298. No se n'ha conservat cap vestigi. Tampoc no es conserva la capella de Nostra Senyora del Prat.